# Андрогинен скачващ възел
Андрогинният скачващ възел – (на руски: Андрогинно-периферийный агрегат стыковки) е космически скачващ механизъм, използван на Международната космическа станция. Той се използва за скачване на совалките на Спейс Шатъл и за съединяване на функционалния-товарен блок („Заря“) с херметичния скачващ преходник (PMA-1). Аналогичeн скачващ възел е възможно да се използва на китайския космически кораб Шънджоу, което да му позволи да се скачи с МКС.

## Устройство
Възелът е създаден в московското конструкторско бюро „Енергия“ от В. Сиромятникови в рамките на проекта „Союз-Аполо“. Идеята за създаването се появява в противовес на несиметричните системи тип „щепсел и контакт“. Така скачващият пръстен на всеки андрогинен възел може да се скачи с всеки друг скачващ пръстен на друг андрогинен възел. Всеки един от тях може да е във всеки момент „активен“ или съответно „пасивен“ и са напълно заменяеми.

## АПАС-75
АПАС-75 е разработен за експерименталния полет „Аполо – Союз“ (ЕПАС). За разлика от предишните скачващи системи, при необходимост всяка от страните може да изпълнява активна или пасивна роля. За скачване лопатовидните направляващи на разтворения активен елемент (десния) и скрития пасивен елемент (левия) се съединяват плътно. Пръстенът държи направляващите изместени в посока на блокирания активен елемент и захваща тези на пасивния. След захващането амортисьорите на американския елемент поглъщат остатъчната кинетическа енергия; в съветския елемент тази роля изпълняват механични буфери. След това активният елемент се отваря, за да се съединят със скачващите обръчи. Направляващите и гнездата в скачващите обръчи завършват изравняването. Четири пружини отблъскват лост, държащ космическите кораби отделно. В СССР са построени пет космически кораба Союз, използващи АПАС-75. Първите три летяли като тестови системи (Космос 638, Космос 672 и Союз 16). Един се използвал за експерименталния полет „Аполо — Союз“ - Союз 19 и само там е реално използвана тази скачваща система. Последният полет със системата е със Союз 22. За съвместния полет американският кораб извежда в орбита съвместния скачващ модул, от едната страна на който има скачващ обръч АПАС-75, а от другата – скачващ обръч „Аполо“.

## АПАС-89
АПАС-89 е разработен като система за скачване на Буран с орбиталната станция „Мир“. Старият принцип е преработен. Външният диаметър е намален от 2030 мм до 1550 мм и направляващите лопатки са разположени вътре, а не извън обръча. Това ограничава вътрешния диаметър на скачващото гнездо до 800 мм.
Проектът „Буран“ е спрян през 1994 г. и никога не е летял до космическата станция „Мир“, но през 1993 с модула „Кристал“, оборудван с два възела, се скачва корабът Союз ТМ-16. При планирането на Мир-Шатъл като скачваща система е избран андрогинният възел. Посещенията на американските совалки се осъществяват с използването на скачващия пръстен на АПАС, първоначално създаден за „Буран“ и инсталирана конзола, разработена за американската космическа станция „Фрийдъм“. Модулът за скачване на „Мир“ е всъщност преходът между „Кристал“ и совалката и използва АПАС-89 от двете страни.

## АПАС-95
АПАС-95 е текущата версия, основана на АПАС-89, използван в проекта „Шатъл-Мир“. Системата има активна и пасивна страна. Активен пръстен, излиза от совалката, захваща пасивния двоен пръстен на херметичния скачващ преходник на космическата станция. Захващащият пръстен ги изравнява и ги съединява заедно и се заключва с 12 заключалки, фиксира двата кораба с херметическо скачване.

## Други скачващи системи
На руските модули на МКС се използва системата „щифт-конус“ – скачващи агрегати ССВП за скачване на кораби „Союз“ и „Прогрес“ и хибридни скачващи агрегати ССВП-М за скачване на модулите. ССВП-М има скачващ шпангоут като на АПАС-95.